# Eulbacher Park

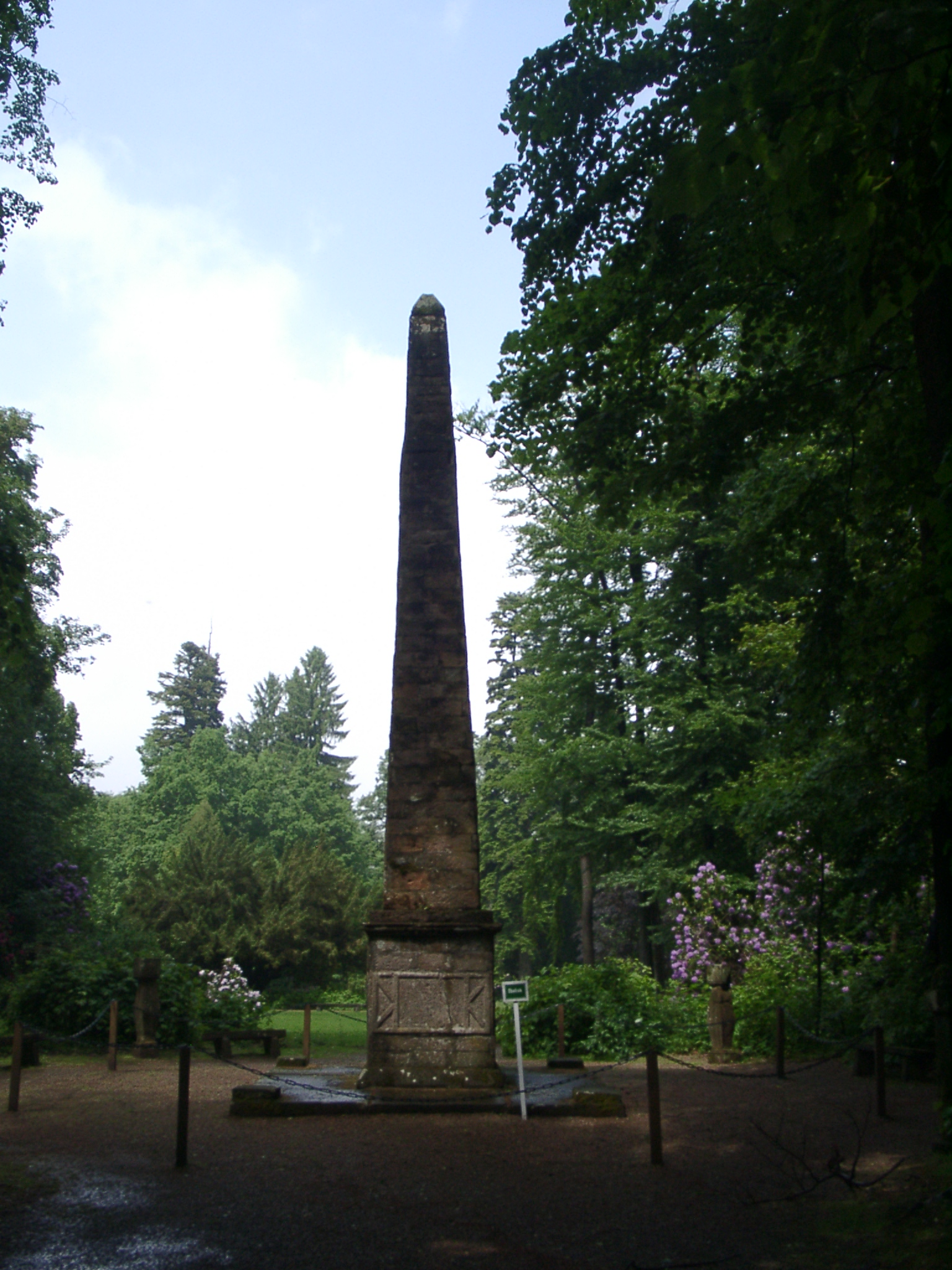
Obelisk

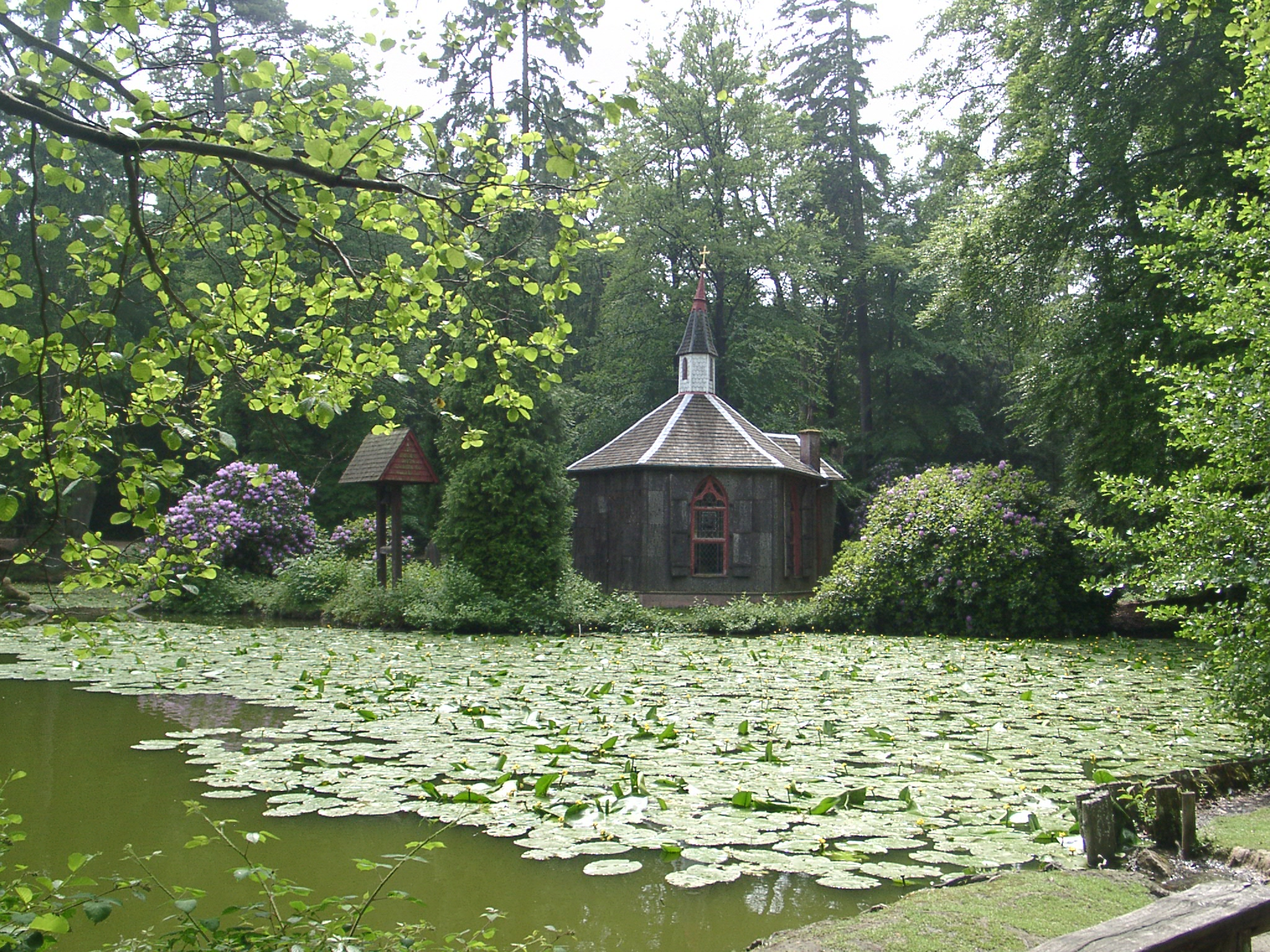
Kapelle im Teich

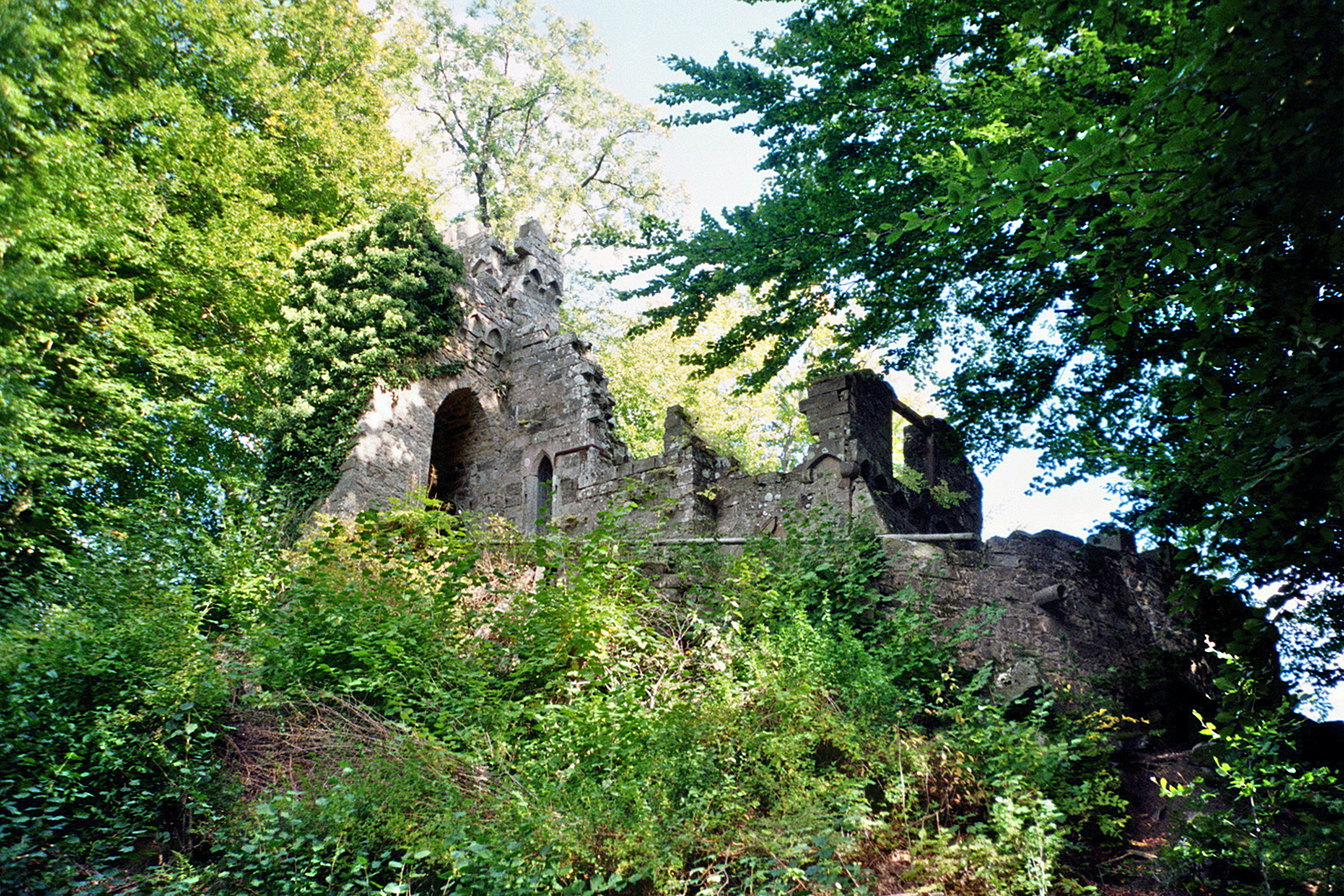
Künstliche Ruine „Eberhardsburg“

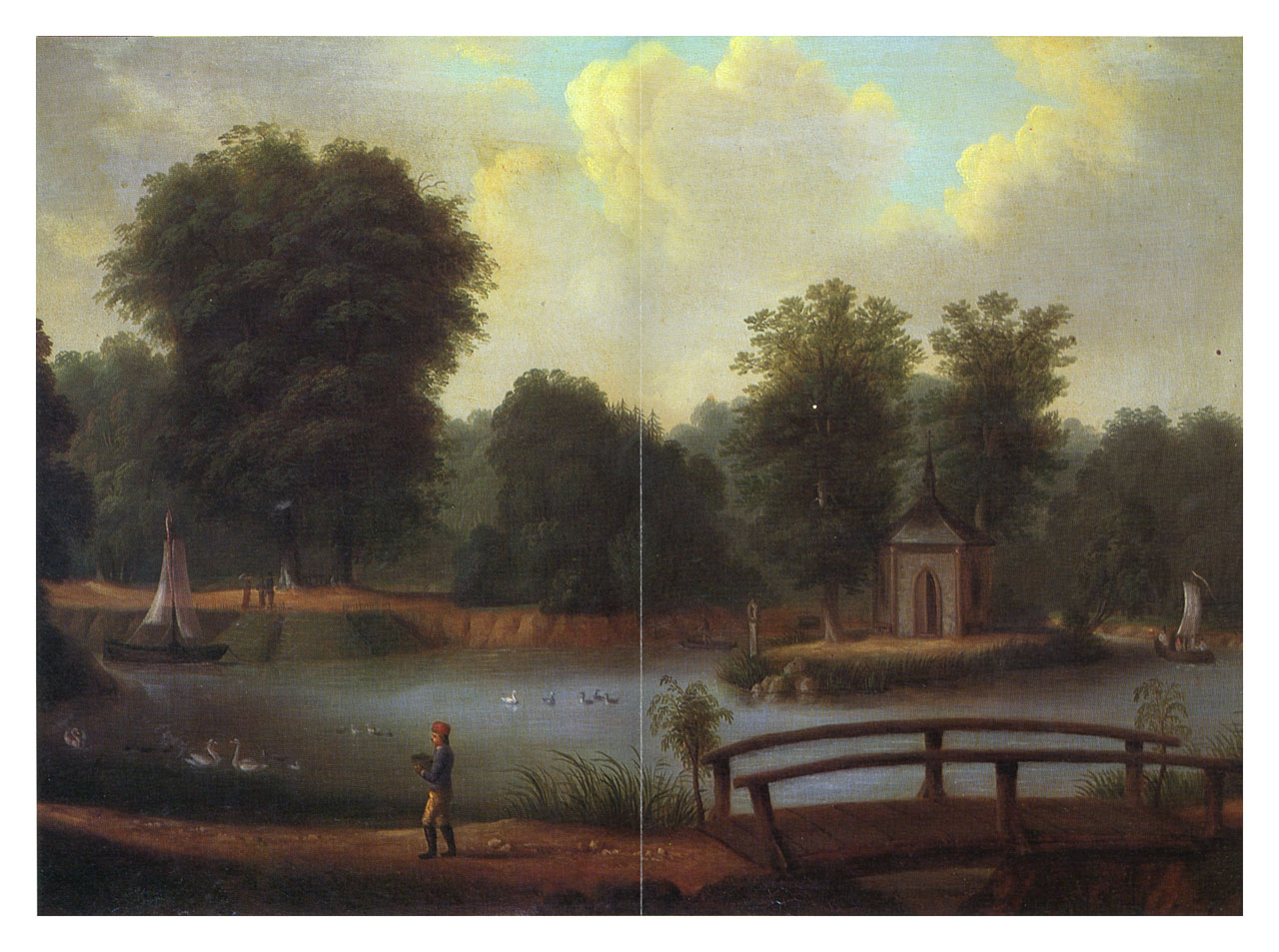
Ölgemälde des Parks, um 1820 (Christian Kehrer).

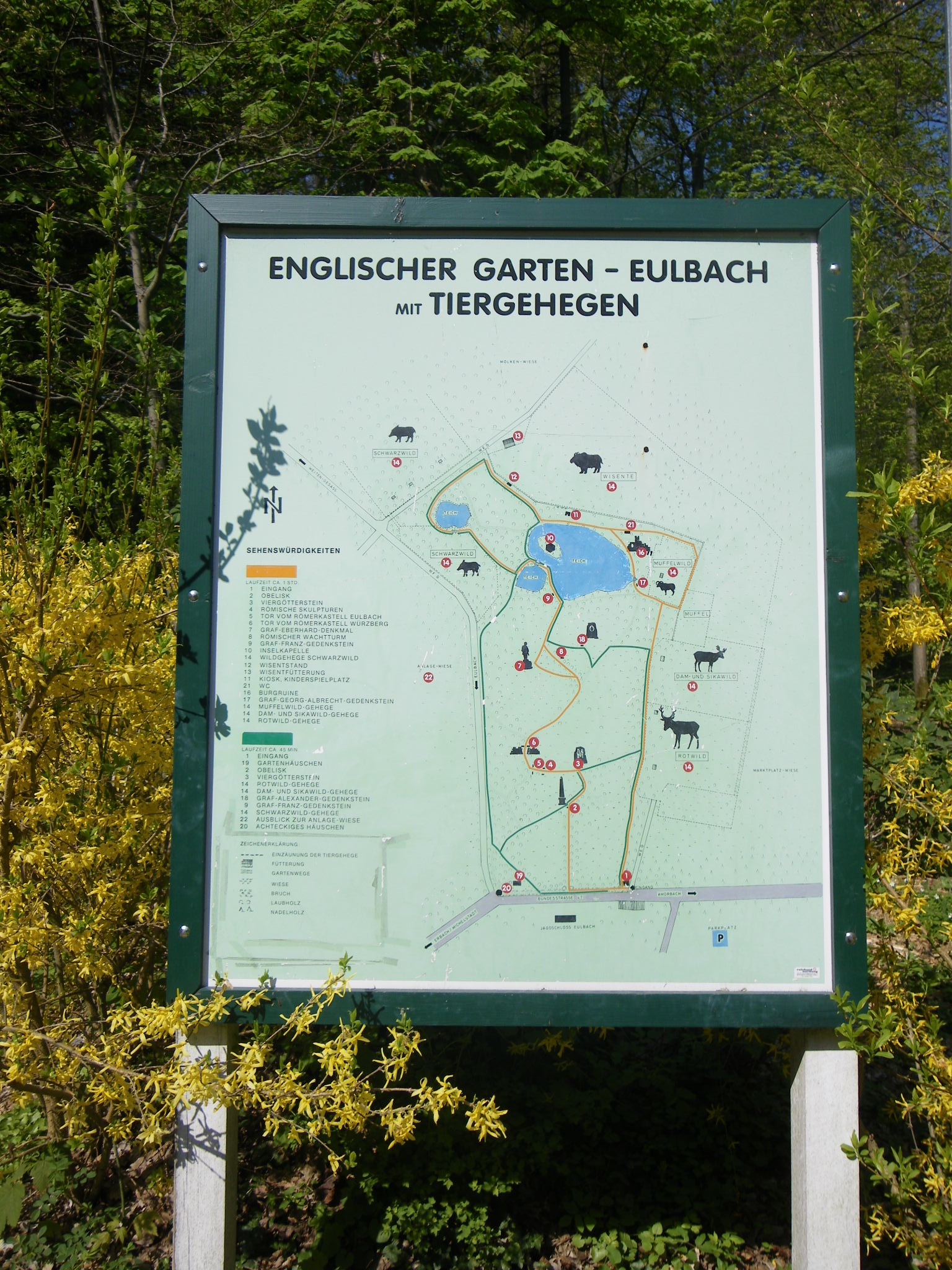
Englischer Garten Eulbach

Der Eulbacher Park, auch bekannt als Englischer Garten zu Eulbach, ist ein Englischer Landschaftspark im östlichen Stadtgebiet von Michelstadt im Odenwaldkreis. Der Park liegt unmittelbar nördlich der Bundesstraße 47 in einem Waldstück zwischen den Stadtteilen Vielbrunn und Würzberg, zu dessen Gemarkung der Weiler Eulbach gehört, in rund 510 Meter Höhe. Die Anlage gilt als ältester archäologischer Park Deutschlands.

## Anlage
Der Eulbacher Park besteht in der Hauptsache aus einem rund 400 Hektar großen englischen Landschaftsgarten. Auf der gegenüberliegenden Seite der Bundesstraße 47 liegt das Jagdschloss Eulbach der Grafen zu Erbach-Erbach.
Im Norden und Osten des Parks befinden sich Wildgehege, die Wisente und heimisches Wild beherbergen. Sie sind der Rest des ursprünglich bis zu 3000 Hektar großen, weite Teile der heutigen Gemarkungen Weiten-Gesäß, Würzberg und Ernsbach umfassenden gräflichen Wildparks, der in den Jahren 1848 und 1912 erheblich verkleinert worden ist und der zuvor Eulbach und Würzberg nur über von Torhütern bediente Gattertore im Parkzaun mit Fuhrwerken zugänglich machte.

## Geschichte
An der Stelle der Wüstung Eulbach, eines Dorfes, das im Dreißigjährigen Krieg zerstört worden war, ließen die Grafen von Erbach-Erbach 1770/71 ein Jagdhaus errichten. Unter Graf Franz I. zu Erbach-Erbach (1754–1823) wurde ab 1802 das Jagdhaus zu einem repräsentativen Jagdschloss erweitert. Gleichzeitig wurde nach Plänen des Gartengestalters Friedrich Ludwig Sckell nördlich an das Schloss anschließend jenseits der damals noch wenig frequentierten Verbindungsstraße von Erbach nach Amorbach der englische Landschaftsgarten errichtet, sodass Schloss und Park ursprünglich eine landschaftsarchitektonische Einheit bildeten, wie die Blickachsen belegen.

## Römische „Altertümer“
In ihm befinden sich zur künstlichen Landschaftsgestaltung Rekonstruktionen und Spolien, die von dem gut 150 Meter östlich entfernt liegenden römischen Limes-Kastell Eulbach, dem Kastell Würzberg und anderen archäologischen Fundstellen am Odenwaldlimes stammen. Der altertumsbegeisterte Graf ließ diese römischen Objekte bei seinen Untersuchungen römischer Fundstellen ausgraben und in den Park integrieren. Er rekonstruierte Mauerstücke, Kastelltore, Inschriftensteine, Säulen und andere Artefakte. Mehrheitlich wurden dazu Funde aus dem unmittelbar benachbarten Kastell Eulbach in den Park verbracht, aber auch Objekte von anderen Fundstellen aus dem Odenwald. So wurde ein Obelisk aus Steinen des nicht weit entfernt gelegenen Kastells Würzberg errichtet.
Die Rekonstruktionen entsprechen in keiner Weise mehr dem heutigen archäologischen Kenntnisstand. Sie spiegeln den kulturhistorischen Wissensstand des 19. Jahrhunderts mit der Vorstellung und Altertumsbegeisterung der Romantik wieder und legen davon ein historisches Zeugnis ab. Der Eulbacher Park ist ein Kulturdenkmal nach dem Hessischen Denkmalschutzgesetz.

## Eberhardsburg
1820 wurde auf einem Hügel, der 1818 aus dem Aushub des großen Weihers entstanden war, die Eberhardsburg als eine künstliche Ruine errichtet. Dabei wurde eine Reihe von mittelalterlichen Spolien verbaut, die unter anderem von der Wildenburg, von Schloss Reichenberg und der ehemaligen Leonhardskapelle stammen.

## Bilder

Impressionen aus dem Eulbacher Park
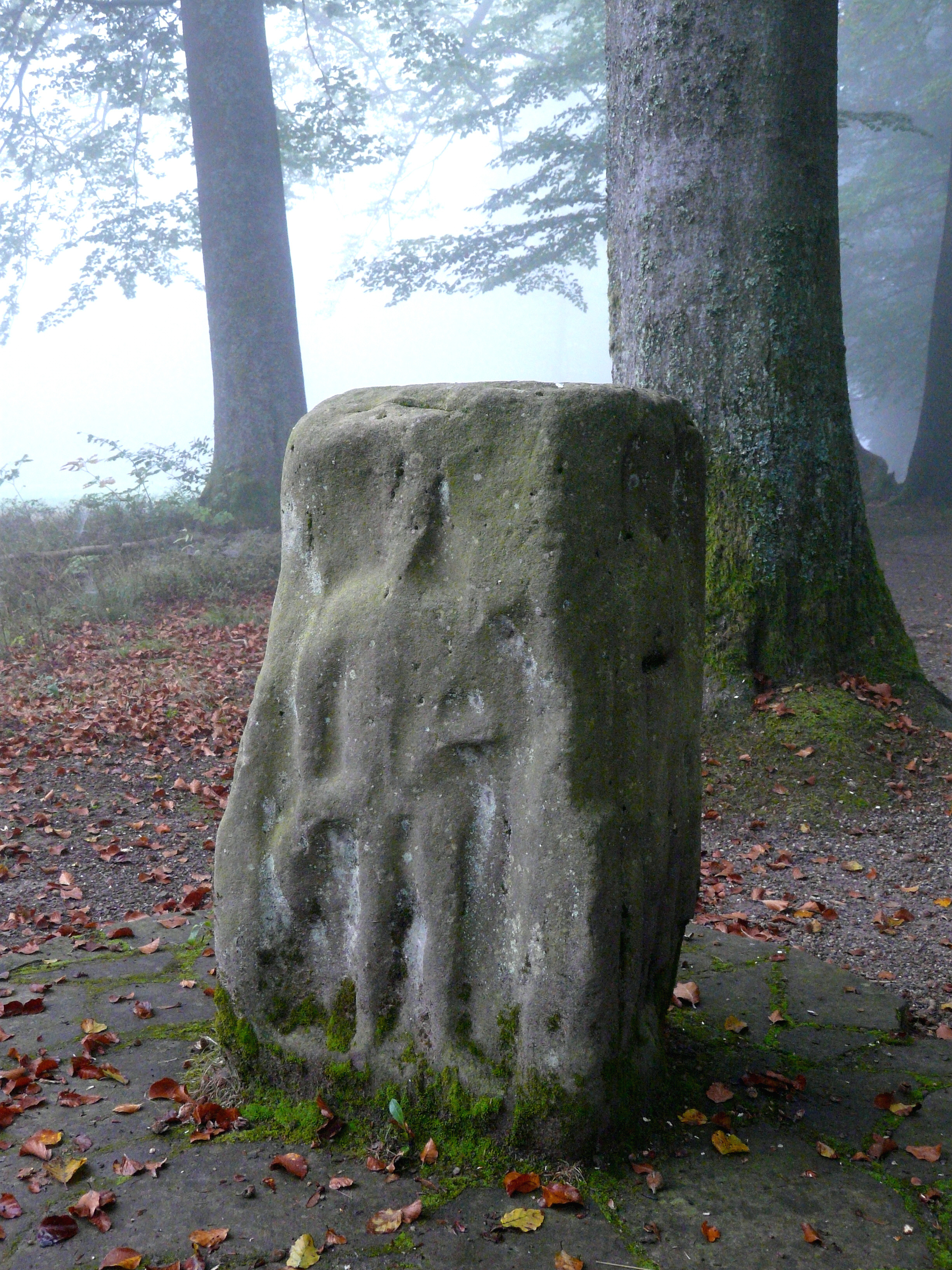
Der Viergötterstein aus dem nahen Kastell Eulbach
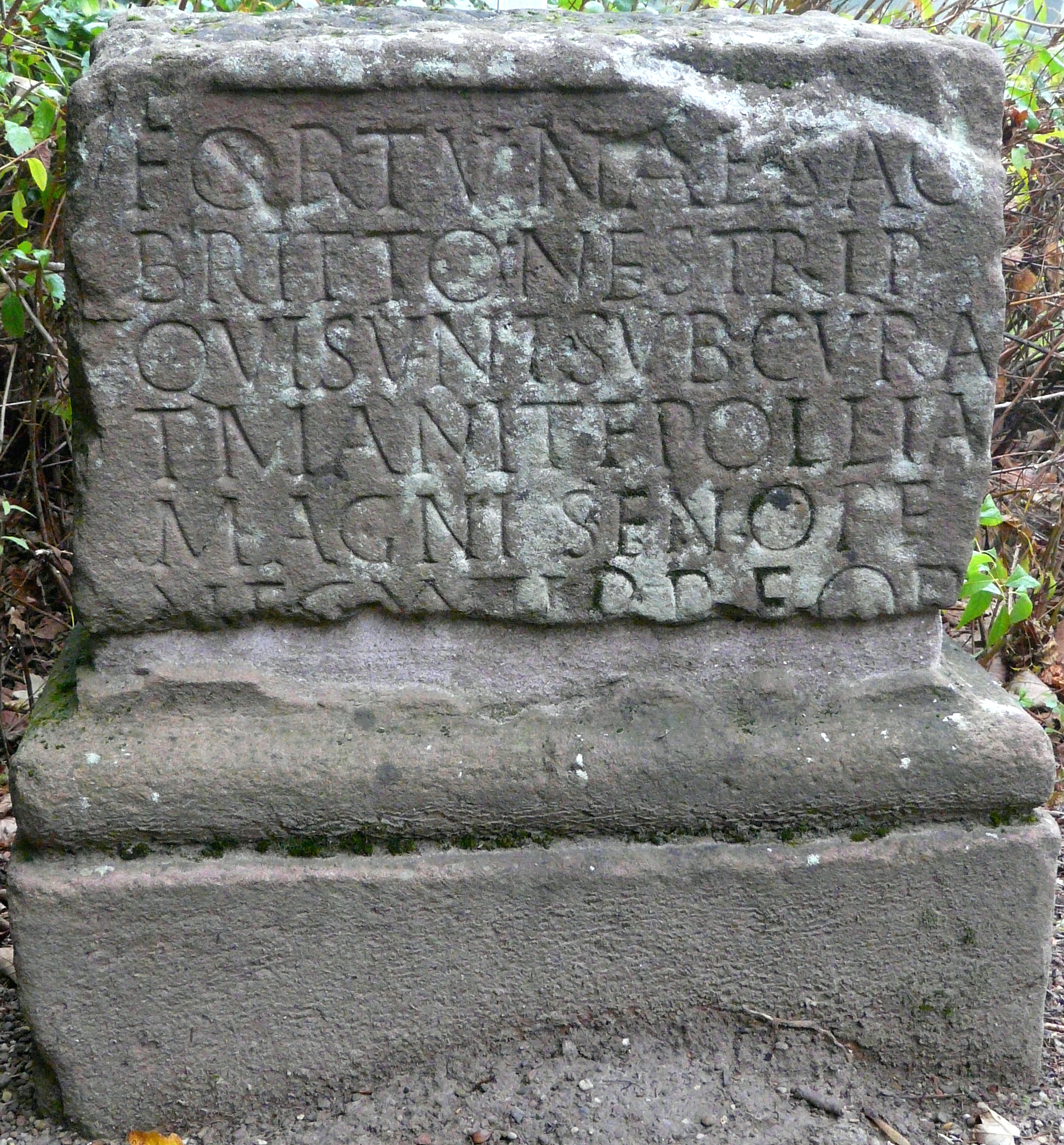
Inschriftenstein der Legio XXII Primigenia (CIL XIII, 06502)
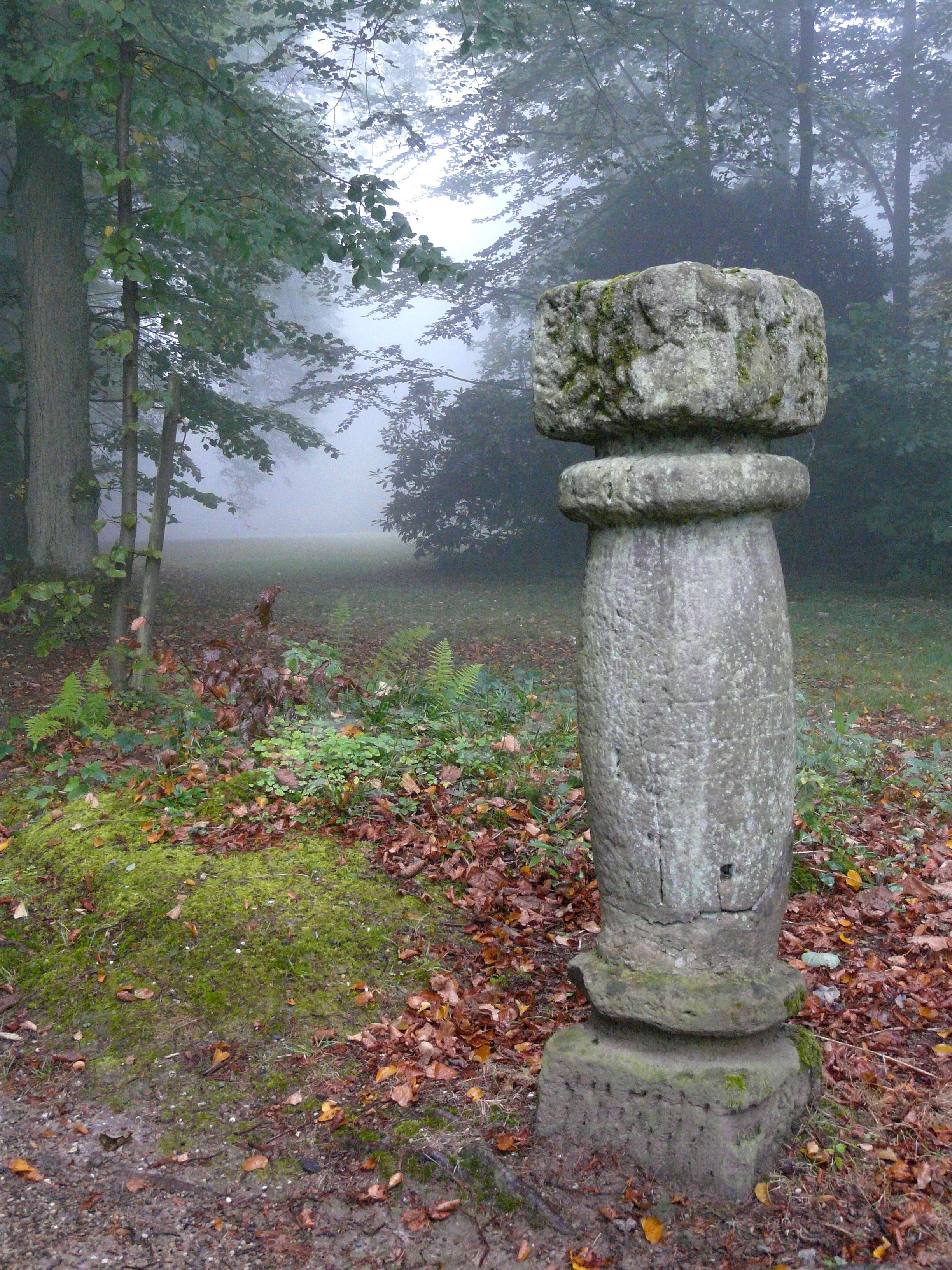
Römische Steinsäule
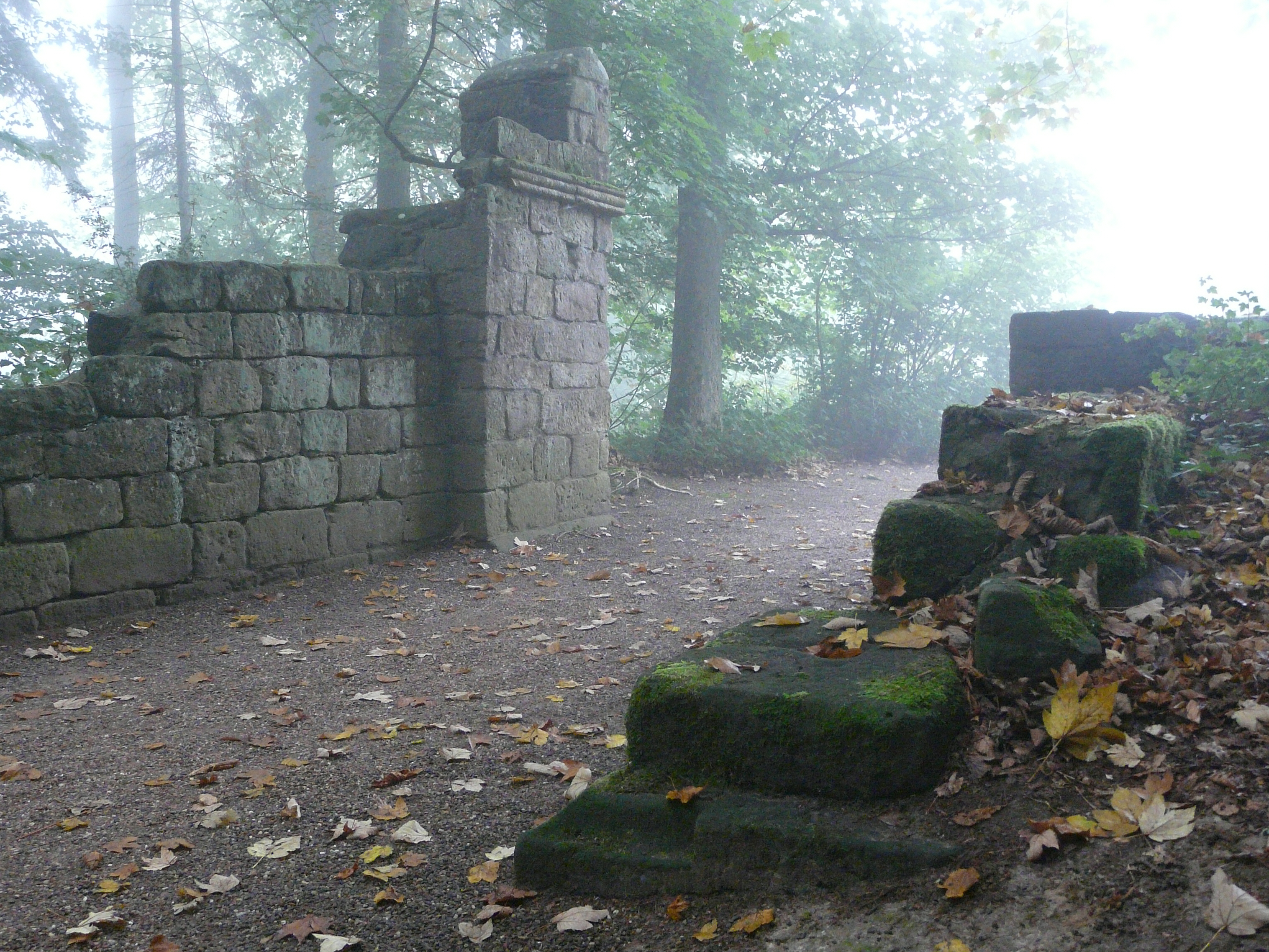
Wiederaufgebautes römisches Kastelltor
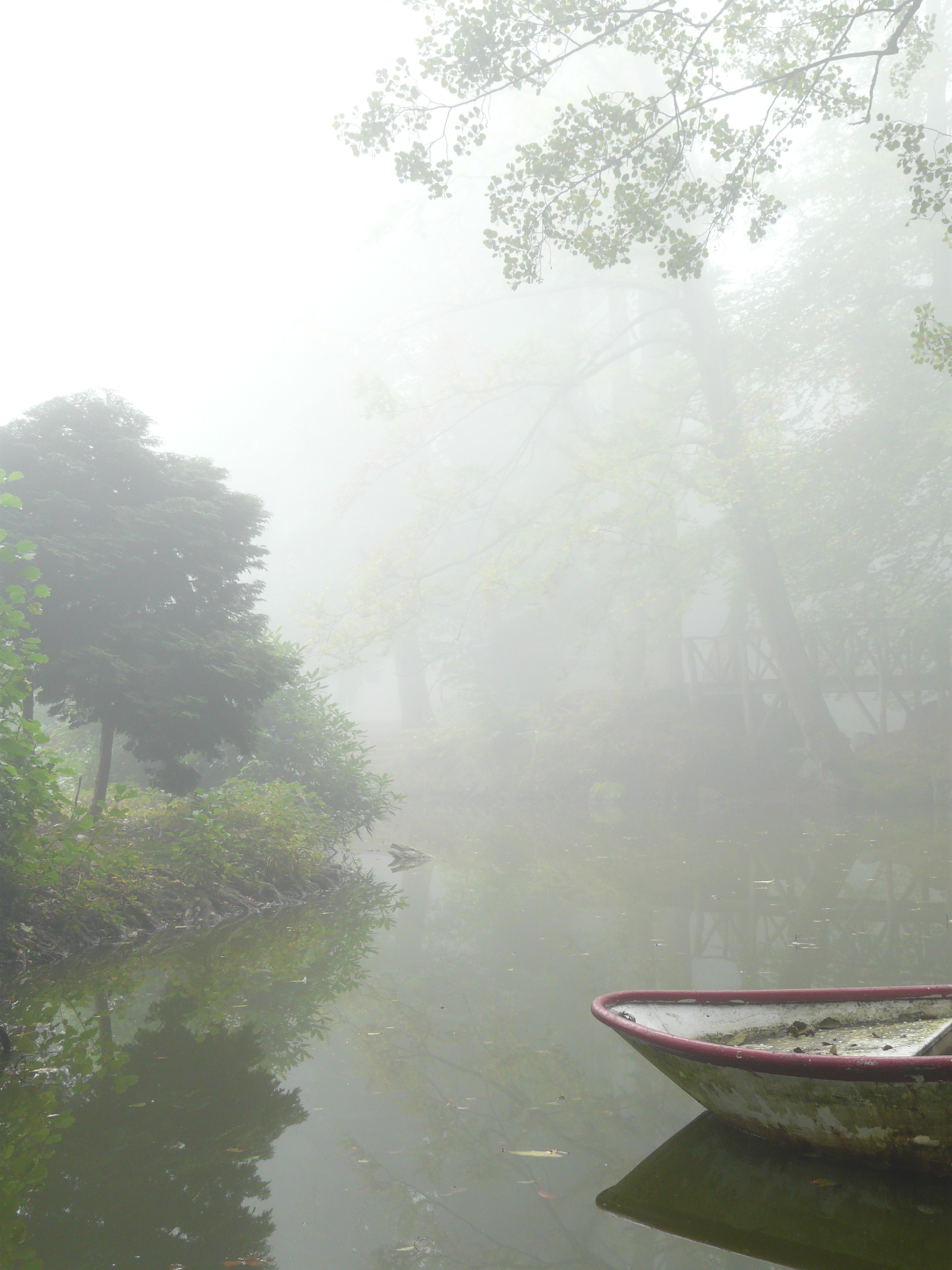
Teichanlage
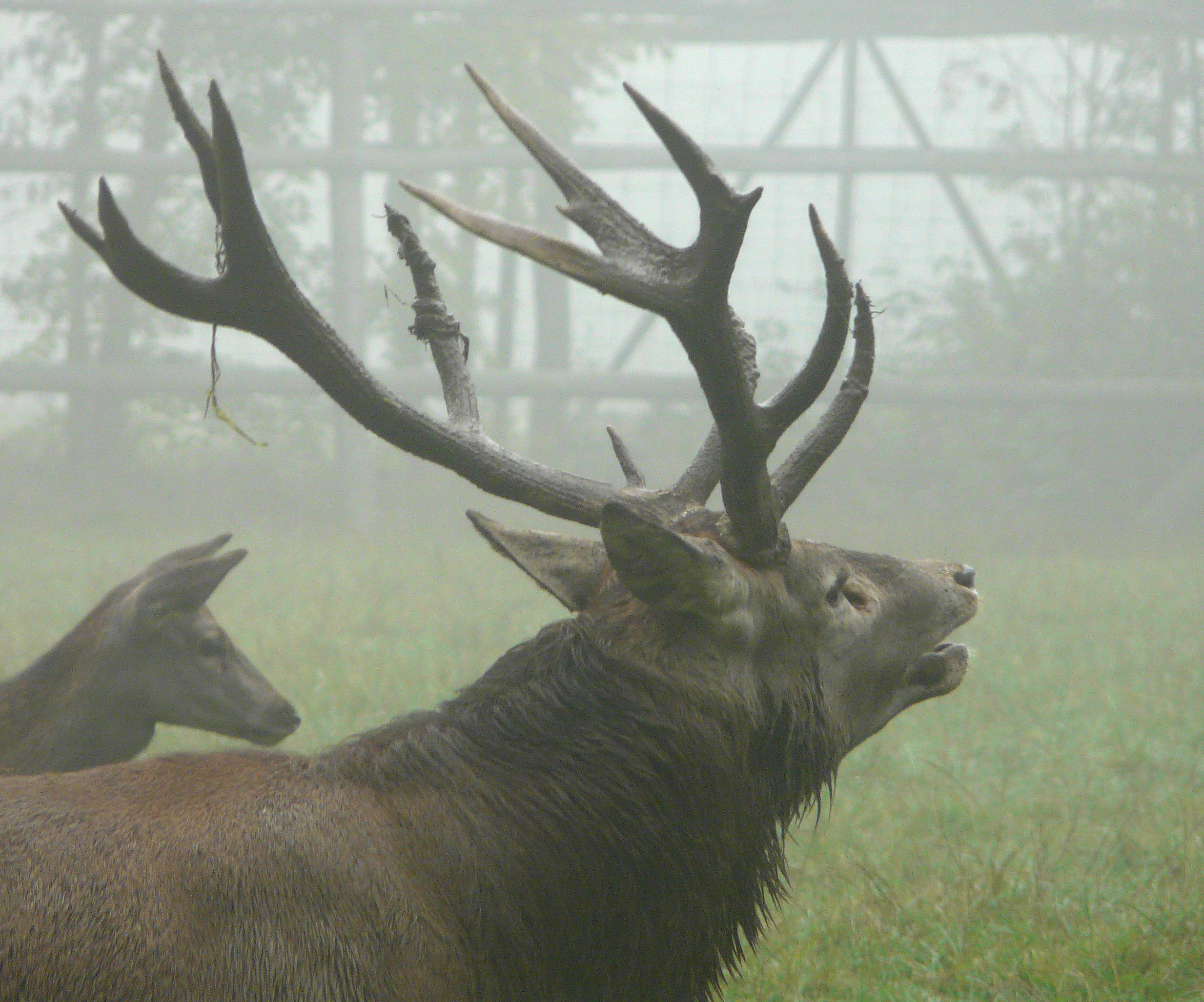
Hirsche im Wildpark